# 이난 (영화 감독)
이난(1971년 ~ )은 대한민국의 영화감독이다. 실험극으로 감독과 배우를 겸해가며 무대를 넘나들고 있다. 채기의 단편 <애절한 운동>에서 우주관리공사에 근무하는 남자 역을 맡았던 이난은 자신이 실험영화감독이기도 하여 역사적으로 상이한 시간대를 모호하게 뒤섞은 기묘한 단편 <기억의 환> 등을 연출한 바 있다.
이난은 2003년‘기억의 환’으로 실험극의 연출능력을 인정받았는데‘기억의 환’은 몽양 여운형의 일생에서 힌트를 얻은 코믹미스터리 수사물이다. 가수 윤종신, 고(故) 김성재의 동생인 김성욱, 모델 이유 등이 출연했다. 뮤직비디오 감독이자 사진작가로 잘 알려진 이난은 “여운형을 소재로 거대한 시스템의 하부에서 장기판의 말처럼 움직여지는 사람들의 노력과 좌절을 담고 싶었다”고 밝혔다.

## 학력
- 단국대학교 연극영화과 연극영화학 학사

## 수상
- 2002년  부산아시아 단편영화제 민송상 '7AM, 슬로우리'
- 1996년  금관영화제 금상 '스윙 다이어리'

## 연출 및 출연 작품

### 영화
- 2020년 테우리 (감독)
- 2020년 나는보리 - 축구감독 (단역)
- 2017년 시인의 사랑 - 소년 부 역 (조연)
- 2015년 비치하트애솔
- 2011년 평범한 날들
- 2005년 빛나는 거짓 - 우주로 출장가는 우주비행사 역 (주연)
- 2004년 암네시아 11518405
- 2003년 기억의 환
- 2002년 7AM, 슬로우리
- 1996년 스윙 다이어리

### 뮤직비디오
- 2001년 윤종신 - 해변 Mood Song
- 1999년 god - 어머님께
- 1998년 토이 - 여전히 아름다운지
- 1997년 박상민 - 애원
- 1996년 리아 - 개성